# 무디 콜리시엄
무디 콜리시엄(영어: Moody Coliseum)는 미국 텍사스주 유니버시티파크에 위치한 실내 경기장이다. 과거 NBA 댈러스 매버릭스와 ABA 댈러스 채퍼럴스의 홈경기장으로 사용했다.